# Das Rad (Rasenlabyrinth)

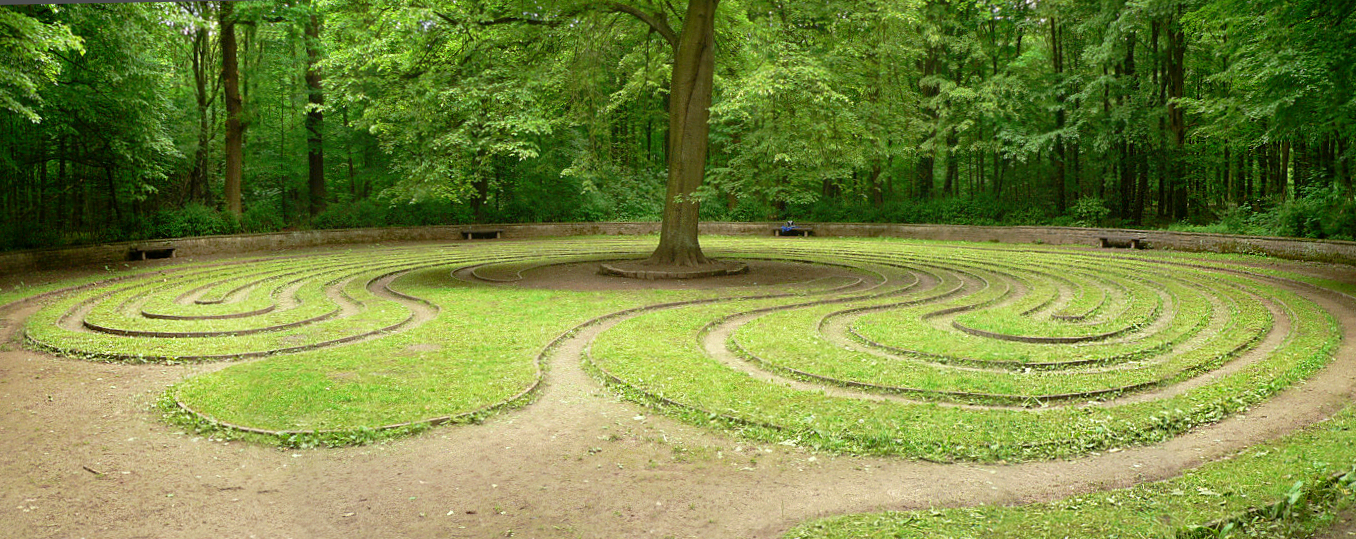
Rasenlabyrinth Das Rad

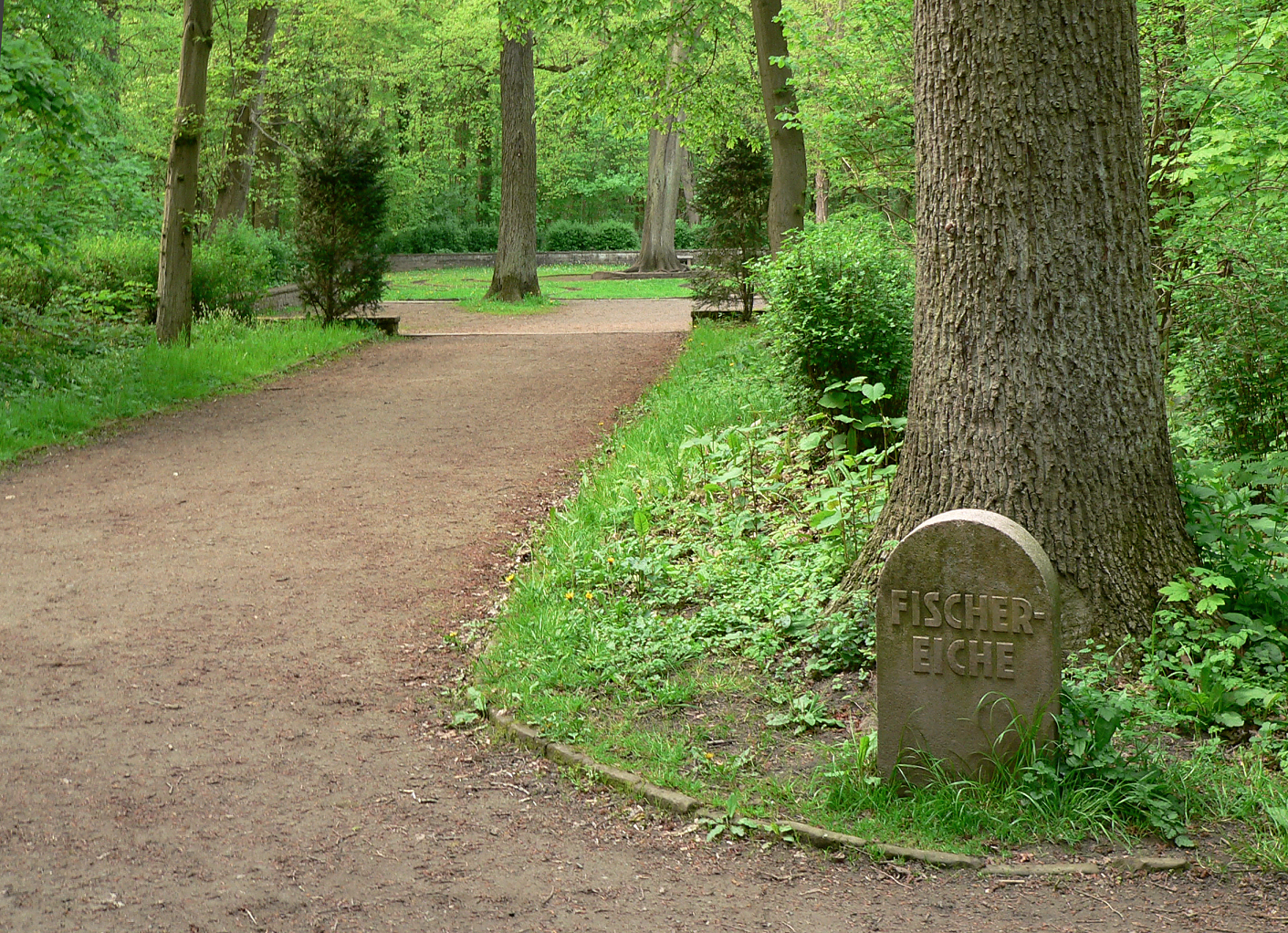
Zugangsbereich und Fischer-Eiche

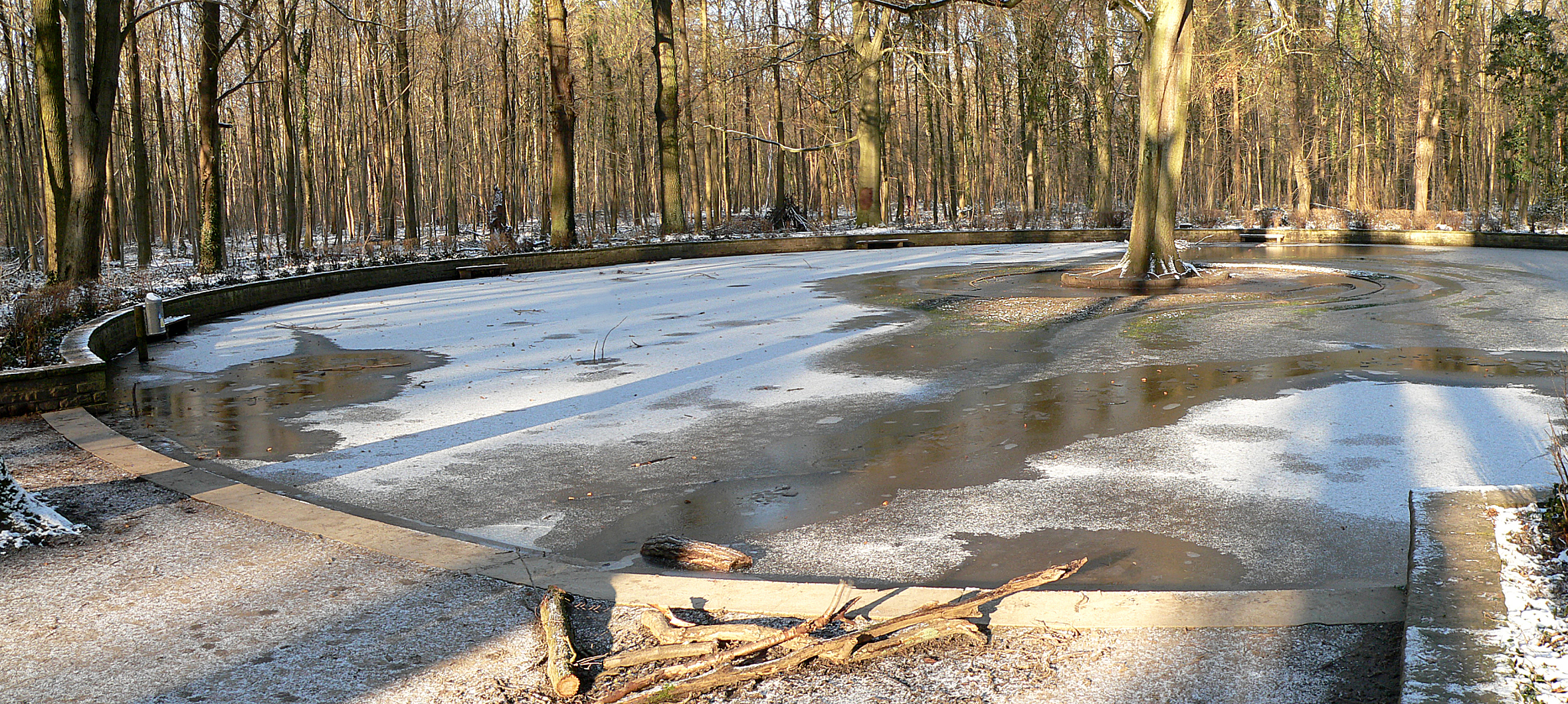
Das Rasenlabyrinth nach dem Weihnachtshochwasser 2023/2024

Das Rad ist ein Rasenlabyrinth in Hannover in Niedersachsen. Es befindet sich im nördlichen Bereich des Stadtwaldes Eilenriede.
Das Labyrinth besteht aus Kreisen, die von Rasen- und Kieselsteinflächen um einen zentralen Lindenbaum gebildet werden. Es gibt vier Wege durch das Labyrinth. Ein Weg führt mit einer kurzen Schleife direkt zum Baum. Die Anlage ist von einer niedrigen, kreisrunden Mauer umgeben. Am Eingang des Rasenlabyrinths steht die 1882 zu Ehren des Hofkapellmeisters Carl Ludwig Fischer gepflanzte Fischer-Eiche.
Das Labyrinth wurde erstmals 1642 in der Stadtchronik von Hannover erwähnt. Laut der Chronik fand dort ein „Brautlauf“ statt, bei dem junge Leute um die Linde in der Mitte des Labyrinthes tanzten, nachdem sie das „Rad“ abgelaufen hatten. Damals befand sich die Anlage am heutigen Platz Neues Haus, wo 1713 wegen der Pest ein Siechenlazarett außerhalb der Stadt erbaut wurde, das später zum Konzertcafé Neues Haus wurde. Das Rasenlabyrinth wurde 1932 an seinen jetzigen Platz im Wald verlegt. Die Einrichtung in der Eilenriede stellt eines der letzten vier historischen Rasenlabyrinthe Deutschlands dar. Die übrigen drei sind der Wunderkreis in Kaufbeuren, der Schwedenhieb in Graitschen und die Trojaburg in Steigra.